# Jesús Orejuela
Jesús Orejuela Rodríguez (La Luisiana, provincia de Sevilla, 9 de febrero de 1958) es un exfutbolista español que se desempeñaba como delantero. Es el hermano del también futbolista Diego Orejuela y primo de Antonio Orejuela.

## Clubes
| Club                 | País   | Año       |
| -------------------- | ------ | --------- |
| C. E. Sabadell F. C. | España | 1979-1980 |
| R. C. D. Español     | España | 1980      |
| C. E. Sabadell F. C. | España | 1981      |
| U. D. Salamanca      | España | 1981-1982 |
| R. C. D. Español     | España | 1982-1984 |
| C. A. Osasuna        | España | 1984-1987 |
| Real Zaragoza        | España | 1987-1988 |
| U. D. Salamanca      | España | 1988-1990 |